# Сатис (река)
Са́тис — река в Республике Мордовия и Нижегородской области России, правый приток Мокши (бассейн Волги). Длина — 89 км, площадь водосбора реки составляет 1570 км².

## Физико-географическая характеристика
Берёт начало в 5 км северо-восточнее посёлка Сатис Первомайского района Нижегородской области. Впадает в Мокшу в районе посёлка Нижний Сатис (Темниковский район республики Мордовия).
Годовой сток реки значительно менялся в последние годы.
Ширина водотока в нескольких километрах от истока — вблизи посёлка Сатис (Первомайский район) — около 2—3 метров. Глубина — 0,3—0,5 м. Течение быстрое (около 0,8 м/с), вода прозрачная. Дно сложено галькой, песком. Берега покрыты лесом. Характер местности остаётся практически однородным до города Саров.
У посёлка Лесозавод ширина водотока колеблется в пределах 3—5 м. Скорость течения 0,7—0,8 м/с. Глубина — 0,5—0,8 м. Вода прозрачная. Дно реки сложено главным образом песком, мелкой галькой. Высшая водная растительность представлена стрелолистом, роголистником, осокой. Чуть ниже по течению режим водотока нарушен из-за запруженного участка (длиной около 100 м), здесь ширина реки составляет 8—10 м. Далее характер водотока восстанавливается.
На участке между посёлками Новостройка (Хитрый) и Сатис (Дивеевский район) характер местности изменяется. Правый берег представлен заливными лугами. Левый берег, покрытый густым лесом, образует крутой склон. Характер водотока значительно меняется. Ширина изменяется в пределах 6—10 м. Скорость течения 0,6—1,0 м/с. Глубина — 1,0—1,5 м, на отмелях 0,3—0,5 м, в омутах до 3,0—3,5 м. Дно на мелководье сложено галькой и песком, в омутах — глиной, илом. В прибрежной зоне из высшей растительности преобладает стрелолист, местами встречается осока.
Ниже по течению, между п. Беленки и с. Аламасово водоток имеет ширину до 20 м. Глубина — 1,0—1,5 м. Течение замедлено (0,3 м/с). Дно песчаное. У с. Аламасово имеется большой омут (до 4 м глубиной) с обрывистыми, местами каменистыми, берегами. Далее русло сужается до 8—11 м.
Около устья, в районе деревень Торжок (Вознесенский район Нижегородской области) и Нижний Сатис (Темниковский район), ширина водостока колеблется в пределах 10—12 м. Дно песчаное, несколько глинистое, местами чуть заилено. Скорость течения 1,0 м/с. Глубина не более 1,5 м, в самом устье — менее 1 м. Левый берег заболочен, заросший ивняком. Из высшей водной растительности доминирует осока, в меньшей степени стрелолист.
Вода в реке характеризуется довольно высоким содержанием сульфатов и солей кальция. Почва богата известняками и бурым железняком. Наличие последнего проявляется в приобретение водами реки красного оттенка после сильных дождей.
Реку питает большое количество родников, благодаря чему вода даже в жаркие летние дни довольно холодная; в то же время наличием подводных ключей во многом объясняется и незамерзание реки в зимний период на некоторых участках.
По левому берегу реки, в её среднем и нижнем течениях, расположен Мордовский государственный заповедник. С водораздела рек Алатырь и Мокша из лесов заповедника берут начало притоки Сатиса: Арга (длина около 11 км), Саровка (22 км) с притоком Ольховкой, Сысов (9 км), Чёрная (10 км), Пушта (28 км) с Вязь-Пуштой (7 км). Из правых притоков Сатиса: Сухой Сатис (21 км), Пуза (20 км), Вичкинза (37 км), Вятская (7 км) наиболее полноводной является Вичкинза. Она впадает в Сатис вблизи посёлка Новостройка (Хитрый) (Дивеевский район).

## Антропогенное влияние

Бассейн Мокши

В начале 1990-х годов во время весеннего паводка из хранилищ животноводческой фермы села Кремёнки в р. Вичкинзу попало около 6500 м³ навозных масс. В результате на протяжении нескольких лет, вплоть до 1994—1995 гг., биота, и прежде всего ихтиофауна Сатиса и Вичкинзы находились в значительно угнетённом состоянии.
В настоящее время главными промышленными загрязнителями реки являются предприятия г. Сарова (Арзамас-16) и АО «Перспектива — Дивеевский мясокомбинат», находящийся в п. Сатис.
У комплекса предприятий РФЯЦ «Арзамас-16» имеется разрешение на сброс трития в р. Сатис со сточными водами до 4,27×104 Ки/год. В последние годы в связи остановкой ряда производств фактический сброс трития в р. Сатис был существенно ниже.
Главными источниками загрязнения бытовым мусором с 1990-х годов являются территории вблизи родников Святого Серафима Саровского, — мест большого скопления туристов и паломников.

## Ихтиофауна
Ихтиофауна реки достаточно разнообразна. В Сатисе, притоках и прочих водоёмах бассейна реки обитают верховка, вьюн, голавль, гольян, голец обыкновенный, густера, елец, ёрш, карась, карась серебряный, карп, краснопёрка, лещ, линь, налим, пескарь, плотва, окунь, ротан, уклейка, щиповка обыкновенная, щука, язь.
В озёрах, расположенных на территории Мордовского заповедника, встречаются представители ихтиофауны Мокши: сом, судак и пр.
В целом по количественной представленности доминирующими видами в системе р. Сатис явились плотва, пескарь, окунь и уклейка — оксифильные виды, что свидетельствует о современных благоприятных абиотических и биотических режимах реки.
Существует тенденция к последовательному увеличению численности популяций видов, чувствительно реагирующих на загрязнённость водной среды: пескарь, уклейка, голавль, ёрш, елец, что свидетельствует о восстановительных процессах, происходящих в экосистеме р. Сатис.